# Fagyosszentek ideje
A Fagyosszentek ideje Pintér Tamás 1980-ban megjelent regénye, amely a Kozmosz Könyvek sorozatban jelent meg, 13 ezer példányban.
A regény alapja az Űrhajó a kertben című novella, amely először 1973. október 12-én és 19-én két részben jelent meg a Nők Lapjában, majd 1977-ben A megváltás elmarad című novelláskötetben látott napvilágot.
A Hunnia Játékfilmstúdió Vállalat 1974. január 31-én megbízta a szerzőt, hogy írjon forgatókönyvet a történetből egy nagyjátékfilmhez. A forgatókönyv elkészült, a dramaturg Deme Gábor volt. A film megvalósításától a stúdió elállt, mert meghalt a feladatra kijelölt rendező.

## Története
|  | Alább a cselekmény részletei következnek! |

Ács Albert egy reggel űrhajót talál a kertjében. Az idős férfi értesíti a rendőröket. Felesége meglátja a különleges eseményben rejlő anyagi lehetőséget, és azt ajánlja, fogadjanak ügyvédet, nehogy majd „kisemmizzék őket”. Ács értetlenkedik, magának való emberként nem akar az érdeklődés középpontjába kerülni, kizárólag a problémákat látja a rejtélyes űrhajó érkezésében. Leginkább a megszokott rutinjához akar visszatérni. A ház körül egyre gyűlnek az érdeklődők. Többen úgy gondolják, Ács építette a kertben álló szerkezetet, és a kiérkező rendőr is óvja őt a hatóság félrevezetésétől. A tanácsházán összeül a városi „elit”, a tanácselnök, a párttitkár és a rendőrkapitány. A tanácselnök azon a véleményen van, hogy a Nyugat ufómániájának majmolásáról van szó. 
Közben Ácsékhoz megérkezik lányuk és sógoruk, Gábor. Sürgetik Ácsot, hogy aknázzák ki az anyagi lehetőségeket, de az öreg elzárkózik. Megérkeznek a tanácselnökék is, megvizsgálják a szerkezetet. Kezdik elhinni, amit Ács mondott, de félnek attól, hogy jelentsék feletteseiknek, mert tartanak a nevetségessé válástól, ha kiderül, tévedtek. Nemsokára megjelenik Ácsék házánál a televízió, amelyet a sógora hívott fel az öregember tájékoztatása nélkül. Ács családja megpróbál pénzt csinálni a hirtelen jött érdeklődésből. A tévések ellepik a házat. Ács családja örömmel szerepel, de az öregember egyre mogorvább. A tanács értesíti Ácsékat, hogy készüljenek fel otthonuk ideiglenes elhagyására.  A családban előkerülnek a régi sérelmek, egyre többet veszekednek. Az Ácsék körüli érdeklődés irigységet szül a helyiek közül, és ismét felerősödnek a vádak, hogy az öreg készítette a szerkezetet. Ács szabadulni akar a felfordulástól, a kéretlen érdeklődéstől, és „beismeri”, hogy az ő munkája az űrhajó. Erre a tévések, az érdeklődők, az utcát lezáró rendőrök átmennek. Ácsot másnap reggelre beidézik a kapitányságra. Este Ács kimegy a kertbe, és észreveszi, hogy az űrhajó eltűnt.
|  | Itt a vége a cselekmény részletezésének! |

## Kritika
A regényről írt kritikájában Iszlai Zoltán így fogalmazottː Ács Albert megformálása a kötet legszebb vívmánya, „mert ezzel fölkelti becsületes nosztalgiánkat a mindennapi tisztesség iránt.” A recenzió szerint az űrhajó landolása csupán ürügyet szolgáltat a szatirikus mai mondanivaló kifejtésére és kimondatlanul példázatos megfogalmazására.
Berkes Erzsébet az Élet és Irodalom 1980. augusztus 23-ai számában a regény fő erényének a részletek gazdag, szellemes és realista ábrázolását nevezte. Az írónak „nemcsak arról van kesernyés-gunyoros véleménye, amit a hírközlésről, a manipulatív információ-közzétételről gondolunk, hanem arról is, ami ezt lehetővé teszi: a minden szinten jelentkező szellemi renyheségről” - írta. A kritikus dicsérte a tiszta vonalú cselekményt, a jellemek teljes értékű, következetes ábrázolását, a dialógusokat.
„Sommásan szólva: jó kis könyv ez. De van egy hibája: a szerző elhiszi, hogy valóságismerete még mindig csak ekkora világ tükrözésére alkalmas. Pedig láthatóan nagy tartalékai vannak. Ez az írói fizikum nagyobb súlyokat is magasba tudna emelni. A valóságba érzékenyebben metszhetnek, egészen a magjáig” - fogalmazott Berkes Erzsébet.